# Indicatif régional 423

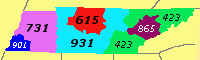
Carte de l'État du Tennessee avec les territoires de ses indicatifs régionaux. L'indicatif régional 423 est en vert.

L'indicatif régional 423 est l'un des indicatifs téléphoniques régionaux de l'État du Tennessee aux États-Unis. Cet indicatif dessert un territoire situé à l'est de l'État.
L'indicatif dessert la ville de Nashville et les douze comtés environnant. Outre Nashville, les principales villes desservies par l'indicatif sont Murfreesboro, Franklin, Hendersonville et Lebanon.
La carte ci-contre indique en vert le territoire couvert par l'indicatif 423.
L'indicatif régional 423 fait partie du Plan de numérotation nord-américain.

## Principales villes desservies par l'indicatif
- Bristol
- Johnson City
- Kingsport
- Chattanooga
- Cleveland

## Source
- (en) Cet article est partiellement ou en totalité issu de l’article de Wikipédia en anglais intitulé « Area code 423 » (voir la liste des auteurs).